# Centro comercial Plaza Mayor

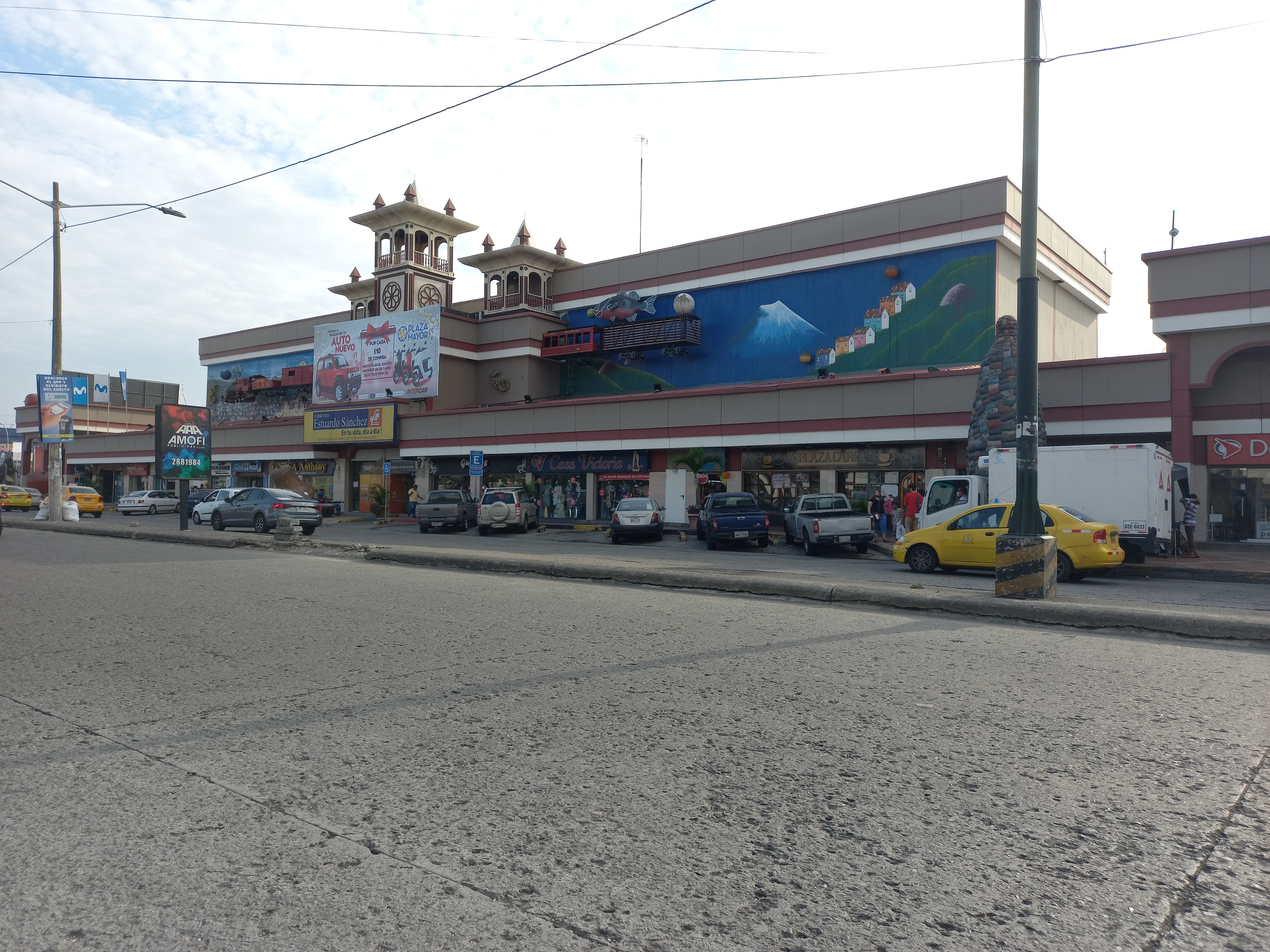
Centro Comercial Plaza Mayor

El centro comercial Plaza mayor es un centro comercial ubicado en Guayaquil, Ecuador. Se encuentra situado en la Ciudadela Alborada, reconocido por tener un gigantesco monumento de un tren a tamaño real colgado de su fachada.

## Historia
Fue construido en 1990, y en esos mismos años comenzaron las obras artísticas que caracterizan al centro comercial, La colección de esculturas son obras del pintor y escultor Endara Crown, en total son 14 obras distribuidas por todo el centro comercial.